# Clematis jingdungensis
Clematis jingdungensis är en ranunkelväxtart som beskrevs av Wen Tsai Wang. Clematis jingdungensis ingår i släktet klematisar, och familjen ranunkelväxter. Inga underarter finns listade i Catalogue of Life.